# Potentilla flagellaris
Potentilla flagellaris là loài thực vật có hoa trong họ Hoa hồng. Loài này được Willd. ex Schltdl. miêu tả khoa học đầu tiên năm 1816.